# ليوبولد هاجر
ليوبولد هاجر (بالألمانية: Leopold Hager)‏ هو أستاذ جامعي نمساوي، ولد في 6 أكتوبر 1935 في سالزبورغ في النمسا.

## وصلات خارجية
- ليوبولد هاجر على موقع ميوزك برينز (الإنجليزية)
- ليوبولد هاجر على موقع أول ميوزيك (الإنجليزية)
- ليوبولد هاجر على موقع ديسكوغز (الإنجليزية)